# Гуэ, Самуэль
Самуэль Ив Ум Гуэ (фр. Samuel Yves Oum Gwet; род. 14 декабря 1997, Камерун) — камерунский футболист, полузащитник клуба «Ивердон-Спорт» и сборной Камеруна.

## Клубная карьера
Гуэ воспитанник Академии АПЕХЕС. В 2017 году Самуэль подписал контракт с австрийским «Райндорф Альтах». 17 февраля 2018 года в матче против ЛАСКа он дебютировал в австрийской Бундеслиге. 3 марта 2018 года в поединке против «Санкт-Пёльтена» Самуэль забил свой первый гол за «Райндорф Альтах». Летом 2021 года Гуэ перешёл в бельгийский «Мехелен», подписав контракт на 3 года. 25 июля в матче против «Антверпена» он дебютировал в Жюпиле лиге.

## Международная карьера
В 2017 года Гуэ в составе молодёжной сборной Камеруна принял участие в молодёжном Кубке Африки в Замбии. На турнире он сыграл в матчах против команд ЮАР, Судана и Сенегала. В поединке против суданцев Самуэль забил гол.
6 января 2016 года в товарищеском матче против сборной Руанды Гуэ дебютировал за сборную Камеруна.
В 2022 году Гуэ принял участие в Кубке Африки 2021 в Камеруне. На турнире он сыграл в матчах против команд Кабо-Верде, Гамбия, Египта и дважды Буркина-Фасо.

## Достижения
Камерун
- Бронзовый призёр Кубка Африки — 2021